# Rajd Rzeszowski

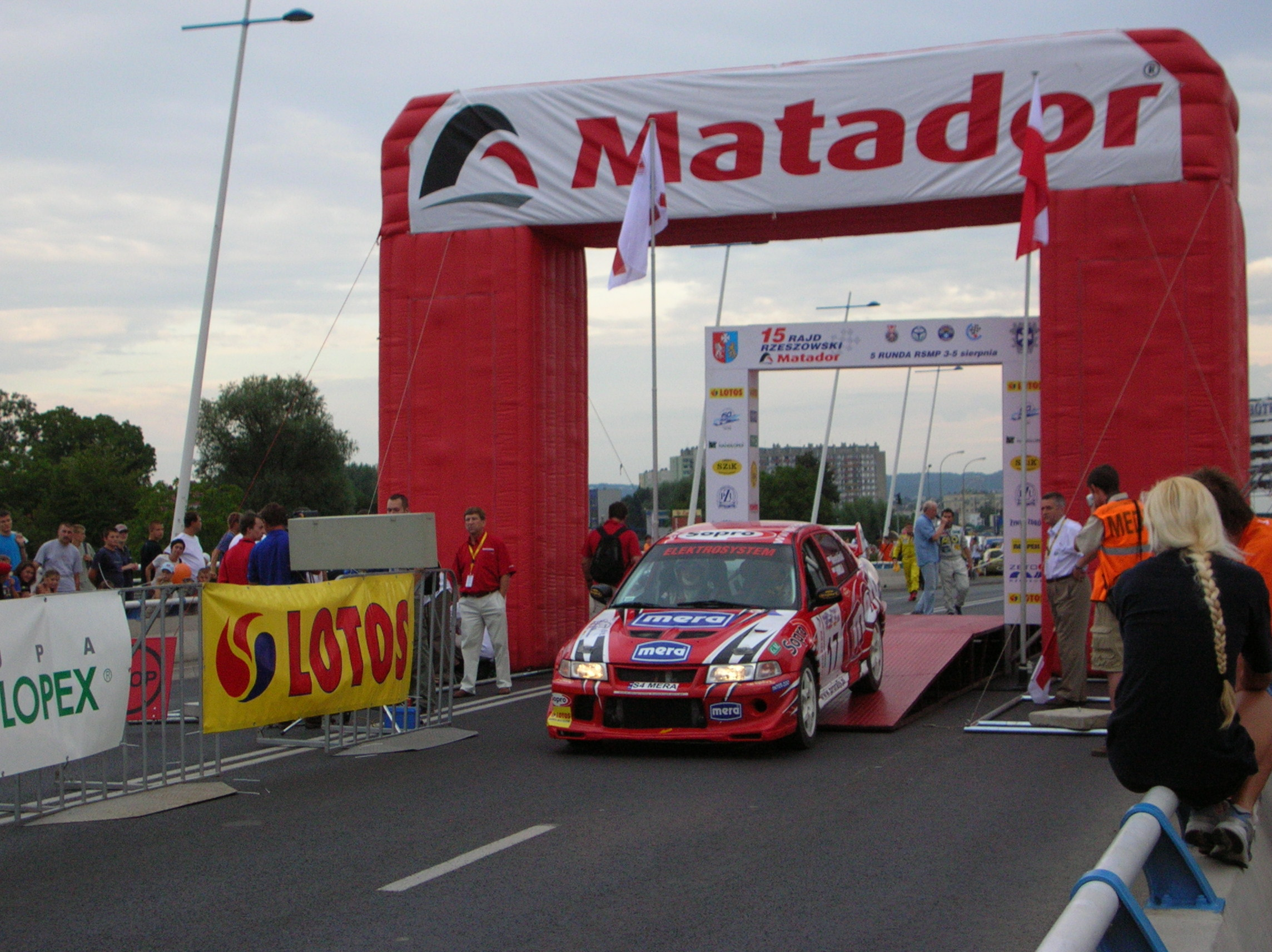
Start 15. Rajdu Rzeszowskiego

Rajd Rzeszowski – rajd samochodowy organizowany przez Automobilklub Rzeszowski, runda eliminacyjna Rajdowych Samochodowych Mistrzostw Polski, Mistrzostw Słowacji w Rajdach oraz Mistrzostw FIA Strefy Europy Centralnej (CEZ), a od 2016 roku także Rajdowych Mistrzostw Europy.

## Historia
Rzeszowszczyzna od wielu lat była, i jest, regionem, w którym tradycje ścigania się samochodami sięgają odległych czasów. Już w 1929 roku hrabia Maurycy Potocki wygrał rajd, który był organizowany w ramach 8. Międzynarodowego Rajdu Automobilklubu Polskiego. Próbę wyścigową rozegrano w okolicach Tyrawy Wołoskiej. Zwycięzca jechał wspaniałym Austro-Daimlerem, uzyskując przeciętną prędkość 51 km/h.
W latach 50. i 60. Podkarpacie wielokrotnie gościło zawodników rajdów samochodowych. Po krętych drogach Rzeszowszczyzny i Bieszczadów przebiegały poszczególne odcinki Rajdu Polskiego. Na początku lat 60. przy organizacji XXI edycji Rajdu Polski z działaczami krakowskimi współpracowali działacze Automobilklubu Rzeszowskiego.
Działalność Automobilklubu Rzeszowskiego była na tyle prężna, że jego działaczom udało się, z wielkim sukcesem, zorganizować eliminację Rajdowych Samochodowych Mistrzostw Polski. Podczas trwania słynnego Rajdu Monte Carlo w Rzeszowie zorganizowano punku obsługi zawodników i kontroli przejazdu. Na Rzeszowszczyznę zawitał także prestiżowy Rajd Tulipanów.
Lata siedemdziesiąte zapisały się w historii Automobilklubu Rzeszowskiego organizacji Rajdu „Stomil”, będącego w swoim czasie eliminacją Mistrzostw Polski. Członkowie automobilklubu byli organizatorami drugiej i trzeciej edycji. Czwarta edycja tego ciekawego rajdu była organizowana przy współpracy z Automobilklubem „Stomil” Dębica.
8-9 kwietnia 1978 roku to niezwykle ważna data w tradycji Automobilklubu Rzeszowskiego. Wówczas został rozegrany, w randze Mistrzostw Polski, Rajd Rzeszowski. Na jego starcie stanęło wówczas 90 załóg. Przez wiele lat Automobilklub Rzeszowski był organizatorem i współorganizatorem wielu niezwykle ciekawych i emocjonujących imprez, które były zaliczane do Mistrzostw Okręgu i Mistrzostw Strefy. Każda z tych imprez przyciągała tłumy wielbicieli samochodów rajdowych.
W 1999 roku odbył się 7. Rzeszowski Rajd Samochodowy. Jego ocena wśród kibiców, zawodników i przedstawicieli mediów była bardzo wysoka. Podkreślano różnorodność i trudność tras, na których odbywały się poszczególne odcinki specjalne.
8. Rzeszowski Rajd Samochodowy, który odbył się w sierpniu 2000 roku zgromadził wielu fanów sportów motorowych. Członkowie Automobilklubu Rzeszowskiego dołożyli wszelkich starań, by trasy rajdu był należycie zabezpieczone co docenili zarówno kibice, jak i zawodnicy.
9. Rajd Rzeszowski – VIII Runda Rajdowego Samochodowego Pucharu PZM – został rozegrany w dniach 17–18 sierpnia 2001. Wbrew najśmielszym oczekiwaniom organizatorów, na liście zgłoszeń znalazło się 111 załóg. Na starcie stawiło się 101 załóg. Po 400 kilometrach rajdu, liczącego 15 OS-ów (139 km), na mecie stawiło się 60 załóg. Podobnie jak w latach ubiegłych organizatorzy dołożyli wszelkich starań w przygotowanie rajdu, a w szczególności jego zabezpieczenie, czego wyrazem jest uzyskanie przez Rzeszowski Rajd Samochodowy statusu jednej z rund Rajdowych Samochodowych Mistrzostw Polski w 2002 r. Ewenement w historii rajdów samochodowych – rajd wygrywa załoga kobieca: Magdalena Cieślik i Magdalena Lukas na Mitsubishi Lancer Evo VI.
10. Rajd Rzeszowski – FUCHS, który odbył się w dniach 16–17.08.2002, składał się z 9 odcinków specjalnych o długości 148,14 km. Jednocześnie całkowita długość trasy rajdu wyniosła 432,06 km. Z 55 startujących załóg do mety dojechało 35.
11. Rajd odbył się w dniach 8–9.08.2003, całkowita długość rajdu wynosiła 540,03 km, długość 12 odcinków to 184,59 km. Spośród 50 załóg, które wystartowały, do mety dojechało 37.
12–14 sierpnia 2004, odbyła się 5. eliminacja Rajdowych Samochodowych Mistrzostw Polski – 12. Rajd Rzeszowski MATADOR, składał się z 12 odcinków specjalnych o łącznej długości 263,34 km. Całkowita długość trasy rajdu wynosiła 435,77 km. Na starcie zameldowało się 50 załóg, a rajd ukończyło 28.
Zgodnie z tradycją pominięto „pechową trzynastkę” w numeracji rzeszowskiej imprezy. 14. Rajd Rzeszowski odbył się w dniach 4–6 sierpnia 2005, całkowita długość rajdu wynosiła 535,45 km. Długość 12 odcinków to 190,22 km. Wystartowało 37 załóg, rajd ukończyło tylko 20.
Kolejna edycja Rajdu Rzeszowskiego – 15 odbyła się w dniach 4–5 sierpnia 2006. Trasa rajdu liczyła łącznie 529,96 km, natomiast odcinków specjalnych 195,27 km. Dopuszczono do startu 42 załogi, a rajd ukończyło 32 ekipy.
16. Rajd Rzeszowski rozegrany został 9–11 sierpnia 2007 i stanowił łączoną rundę dwóch cykli – szóstą eliminację RSMP i siódmą Pucharu PZM. Rozegrany jak co roku na asfaltowych trasach Podkarpacia, o łącznej długości 525,48 km, z tego 192,64 km stanowiło 14 odcinków specjalnych. Rajd wygrała francuska załoga Bryan Bouffier/Xavier Panseri startujący samochodem Peugeot 207 S2000.
Podobnie jak w ubiegłych latach, także i w 2008 roku w dniach 7–9 sierpnia, Automobilklub Rzeszowski dostąpił zaszczytu organizacji zarówno 6. rundy Rajdowych Samochodowych Mistrzostw Polski, oraz 8. rundy Rajdowego Samochodowego Pucharu Polskiego Związku Motorowego. Stanowiły one 17. już edycję Rajdu Rzeszowskiego. Wystartowało w nim 30 załóg w RSMP, oraz 54 załogi w Pucharze PZM. W edycji tej trasa Rajdu uległa niewielkiej modyfikacji. Tradycyjnie honorowy start odbył się na Moście Zamkowym w Rzeszowie, na którym rozegrano widowiskowy prolog, nie zaliczany do klasyfikacji Rajdu. 17. Rajd Rzeszowski wygrała rzeszowska załoga Grzegorz Grzyb/Przemysław Mazur jadąca samochodem Fiat Grande Punto S2000.
Karpackie 18. Rajd Rzeszowski rozegrany 6-8 sierpnia 2009 stanowił 5. Rundę Rajdowych Samochodowych Mistrzostw Polski 2009 oraz 6. Rundę Rajdowego Samochodowego Pucharu Polskiego Związku Motorowego. Po raz pierwszy także, dzięki nawiązanej współpracy z Auto Klubem Koszyce ze Słowacji, tegoroczny Rajd uzyskał status 5 i 6 Rundy Rajdowych Samochodowych Mistrzostw Słowacji. Do rajdowej walki na znanych i ciekawych trasach Podkarpacia stanęły 33 załogi w RSMP, 83 w Pucharze Polski oraz 37 w mistrzostwach Słowacji. Sporą atrakcją Rajdu był Odcinek Specjalny „Browar”. Jego trasa prowadziła przez zakład produkcyjny firmy Van Pur – Sponsora Generalnego Rajdu. Kierowcy przejechali kolejno obok wszystkich budynków, w których produkuje się piwo. Najlepiej całą trasę Rajdu pokonała ponownie jak w ubiegłym roku rzeszowska załoga Grzegorz Grzyb/Przemysław Mazur, tym razem startująca za sterami Peugeota 207 S2000.
19. Rajd Rzeszowski miał szczególną rangę, bowiem stanowił 5. rundę Rajdowych Samochodowych Mistrzostw Polski, 5. Rundę Rajdowych Mistrzostw Słowacji i 6. rundę Rajdowego Pucharu Polski, a dodatkowo 6. rundę Środkowoeuropejskiego Trofeum FIA. To sprawiło, że w hierarchii ważności krajowych imprez rajdowych, rzeszowskie zawody stały zaraz za Rajdem Polski, wliczanym do Mistrzostw Europy. Na starcie 19. Rajdu Rzeszowskiego, łączonej rundy mistrzostw Polski i Słowacji, stanęło 70 załóg. Ceremonię honorowego startu przeprowadzono na rzeszowskim Rynku. Tłumy kibiców przywitały gwiazdy RSMP i mistrzostw Słowacji, podjeżdżające na rampę od ulicy Kościuszki. Gościem honorowym 19. Rajdu Rzeszowskiego był Sobiesław Zasada, który wystąpił na konferencji prasowej w ratuszu i opowiadał o podrzeszowskich trasach dawnego Rajdu Polski. Jedną z wielu niespodzianek jakie organizatorzy przygotowali na 19. edycję Rajdu była zupełnie nowa trasa odcinka medialnego, który został rozegrany po głównej Alei Rzeszowa – Al. Cieplińskiego oraz na przyległych ulicach i rondach. Relację z tego OS-u transmitowała TVP Rzeszów.
Zwycięzcami 19. Rajdu Rzeszowskiego zostali trzykrotni Mistrzowie Polski – Bryan Bouffier/Xavier Panseri. Wygrali oni ostatni odcinek specjalny – Połomia – z 5.9 sekundową przewagą nad załogą Kajetan Kajetanowicz/Jarosław Baran i rzutem na taśmę Francuzi zapewnili sobie zwycięstwo w klasyfikacji drugiego dnia, a także całego 19. Rajdu Rzeszowskiego. Trzecie miejsce zajęła załoga Michał Sołowow/Maciej Baran.
25. oraz 26. edycja rajdu znajdowała się w kalendarzu Rajdowych Mistrzostw Europy.

## Trasa
Rajd Rzeszowski przebiega po krętych i technicznych asfaltowych trasach Podkarpacia. Sierpniowy termin rozgrywania imprezy zapewnia słoneczną pogodę, a równa nawierzchnia sprzyja kierowcom aut klasy S2000 i R5.

## Zwycięzcy[1]
| Rok  | Nazwa rajdu                    | Kierowca             | Pilot                 | Samochód                   | Kategoria          |
| ---- | ------------------------------ | -------------------- | --------------------- | -------------------------- | ------------------ |
| 1972 | 1. Rajd Stomil                 | Marian Bień          | Zbigniew Kolaczkowski | Porsche 911 T              | RSMP               |
| 1973 | 2. Rajd Stomil                 | Falko Jansen         | Helmut Meier          | Ford Capri 2600            | RSMP               |
|      |                                |                      |                       |                            |                    |
| 1976 | 3. Rajd Stomil                 | Błażej Krupa         | Piotr Mystkowski      | Renault 17 Gordini         | RSMP               |
| 1977 | 4. Rajd Stomil                 | Petr Carnohorsky     | Milos Tyce            | Łada VAZ 2103 MTX          | RSMP               |
| 1978 | 5. Rajd Stomil Rzeszowski      | Jerzy Landsberg      | Janusz Wojtyna        | Opel Kadett GT/E           | RSMP               |
| 1979 | 6. Rajd Stomil Rzeszowski      | Maciej Stawowiak     | Jacek Lewandowski     | Polonez 2000               | RSMP               |
|      |                                |                      |                       |                            |                    |
| 1999 | 7. Rzeszowski Rajd Samochodowy | Tomasz Kuchar        | Maciej Szczepaniak    | Volkswagen Golf GTi 16V    |                    |
| 2000 | 8. Rzeszowski Rajd Samochodowy | Paweł Dytko          | Tomasz Dytko          | Mitsubishi Lancer Evo V    |                    |
| 2001 | 9. Rajd Rzeszowski             | Magdalena Cieślik    | Magdalena Lukas       | Mitsubishi Lancer Evo VI   | PPZM               |
| 2002 | 10. Rajd Rzeszowski-Fuchs      | Sebastian Frycz      | Maciej Wodniak        | Opel Corsa VK Super 1600   | RSMP               |
| 2003 | 11. Rajd Rzeszowski            | Tomasz Czopik        | Łukasz Wroński        | Mitsubishi Lancer Evo VII  | RSMP               |
| 2004 | 12. Rajd Rzeszowski            | Leszek Kuzaj         | Maciej Szczepaniak    | Subaru Impreza WRX STi     | RSMP               |
| 2005 | 14. Rajd Rzeszowski            | Michał Sołowow       | Maciej Baran          | Mitsubishi Lancer Evo VIII | RSMP               |
| 2006 | 15. Rajd Rzeszowski            | Michał Sołowow       | Maciej Baran          | Mitsubishi Lancer Evo IX   | RSMP               |
| 2007 | 16. Rajd Rzeszowski            | Bryan Bouffier       | Xavier Panseri        | Peugeot 207 S2000          | RSMP, PPZM         |
| 2008 | 17. Rajd Rzeszowski            | Grzegorz Grzyb       | Przemysław Mazur      | Fiat Grande Punto S2000    | RSMP, PPZM         |
| 2009 | Karpackie 18. Rajd Rzeszowski  | Grzegorz Grzyb       | Przemysław Mazur      | Peugeot 207 S2000          | RSMP, RPP, RMS     |
| 2010 | 19. Rajd Rzeszowski            | Bryan Bouffier       | Xavier Panseri        | Peugeot 207 S2000          | RSMP, RPP, RMS     |
| 2011 | 20. Rajd Rzeszowski            | Bryan Bouffier       | Xavier Panseri        | Peugeot 207 S2000          | RSMP, RPP, RMS     |
| 2012 | 21. Rajd Rzeszowski            | Kajetan Kajetanowicz | Jarosław Baran        | Subaru Impreza             | RSMP, RPP, RMS     |
| 2013 | 22. Rajd Rzeszowski            | Kajetan Kajetanowicz | Jarosław Baran        | Subaru Impreza             | RSMP, RPP, RMS     |
| 2014 | 23. Rajd Rzeszowski            | Maciej Rzeźnik       | Przemysław Mazur      | Ford Fiesta R5             | RSMP, RPP, RMS     |
| 2015 | 24. Rajd Rzeszowski            | Bryan Bouffier       | Xavier Panseri        | Ford Fiesta Proto          | RSMP, FIA-CEZ      |
| 2016 | 25. Rajd Rzeszowski            | Kajetan Kajetanowicz | Jarosław Baran        | Ford Fiesta R5             | ERC, RSMP, FIA-CEZ |
| 2017 | 26. Rajd Rzeszowski            | Bryan Bouffier       | Xavier Panseri        | Ford Fiesta R5             | ERC, RSMP, FIA-CEZ |
| 2018 | 27. Rajd Rzeszowski            | Nikołaj Griazin      | Jarosław Fiedorow     | Škoda Fabia R5             | RSMP, FIA-CEZ      |
| 2019 | 28. Rajd Rzeszowski            | Grzegorz Grzyb       | Robert Hundla         | Škoda Fabia R5             | RSMP               |
| 2020 | 29. Rajd Rzeszowski            | Jari Huttunen        | Mikko Lukka           | Hyundai i20 R5             | RSMP, FIA-CEZ, RMS |
| 2021 | 30. Rajd Rzeszowski            | Erik Cais            | Jindřiška Žáková      | Ford Fiesta Rally2         | RSMP, FIA-CEZ, RMS |
| 2022 | 31. Rajd Rzeszowski            | Grzegorz Grzyb       | Jacek Nowaczewski     | Škoda Fabia Rally2 evo     | RSMP, FIA-CEZ, RMS |
| 2023 | 32. Rajd Rzeszowski            | Erik Cais            | Igor Bacigál          | Škoda Fabia RS Rally2      | RSMP, FIA-CEZ, RMS |
| 2024 | 33. Rajd Rzeszowski            | Jarosław Szeja       | Marcin Szeja          | Škoda Fabia Rally2 evo     | RSMP, FIA-CEZ, RMS |
| 2025 | 34. Rajd Rzeszowski            | Mikołaj Marczyk      | Szymon Gospodarczyk   | Škoda Fabia RS Rally2      | RSMP, FIA-CEZ      |

- PPZM – Puchar Polskiego Związku Motorowego
- RPP – Rajdowy Puchar Polski
- RSMP – Rajdowe Samochodowe Mistrzostwa Polski
- RMS – Rajdowe Mistrzostwa Słowacji
- FIA-CEZ – Mistrzostwa FIA Strefy Europy Centralnej
- ERC – Rajdowe Mistrzostwa Europy